# Файфель, Ахим
Ахим-Маттиас Файфель (нем. Achim-Matthias Feifel; 3 августа 1964, Швебиш-Гмюнд, Баден-Вюртемберг) — немецкий футбольный тренер.

## Биография
В качестве игрока выступал за западногерманские любительские коллективы — «СГ Беттринген», «Норманния» (Гмюнд), «ТСБ Швебиш-Гмюнд», «Тайлфинген». Затем работал на различных тренерских должностях с любительскими командами «Норманния» (Гмюнд), «СВ Магштадт», «ТСВ Дагерсхайм», «Виктория» (Гмюнд) и «ТСВГ Вальдштеттен», а также с юношеской сборной Футбольного союза Вюртемберга.
Со временем начал работать в женском футболе, возглавив сборную девушек (до 18 лет) земли Вюртемберг, и выиграл с ней Кубок земель. В 2003 году был ассистентом тренера женской молодёжной (до 23 лет) сборной Германии. В 2005—2012 годах возглавлял женскую команду «Гамбург», в своём первом сезоне привёл её к пятому месту в чемпионате Германии, а лучший результат показал в сезоне 2010/11 — четвёртое место. Однако по итогам сезона 2011/12 команда покинула Бундеслигу, заняв 9-е место.
В сентябре 2012 года назначен тренером подмосковной «Россиянки» — на тот момент действующего чемпиона России среди женщин. В сезоне 2012/13 «Россиянка» завоевала серебряные награды, а сам тренер не доработал до конца сезона, покинув клуб за несколько туров до конца.
В 2014—2015 годах ассистировал Бернду Шрёдеру в сильнейшем женском клубе Германии «Турбине» (Потсдам). С 2015 года работал в мужской команде «Гамбург» с юношескими составами, в том числе ассистировал Родольфо Кардосо в команде 16-летних.
В июне 2019 года назначен главным тренером женского клуба «Байер-04» (Леверкузен).